# USS Rolf (DE-362)
USS Rolf (DE-362) là một tàu hộ tống khu trục lớp John C. Butler từng phục vụ cùng Hải quân Hoa Kỳ trong Chiến tranh Thế giới thứ hai. Nó là chiếc tàu chiến duy nhất của Hải quân Hoa Kỳ được đặt cái tên này, theo tên Trung úy Hải quân Robert Walter Rolf (1914–1942), người chỉ huy một tàu đổ bộ LCI(L) tại mặt trận Tây Nam Thái Bình Dương, đã tử trận trong cuộc đổ bộ lên Lae, New Giunea vào ngày 6 tháng 9, 1942 và được truy tặng Huân chương Chữ thập Hải quân. Nó đã phục vụ trong suốt Thế chiến II, được cho ngừng hoạt động sau khi xung đột chấm dứt vào năm 1946. Con tàu cuối cùng bị bán để tháo dỡ vào năm 1973. 

## Thiết kế và chế tạo
Lớp John C. Butler được thiết kế nhằm đáp ứng nhu cầu một số lượng lớn nhưng rẻ tiền của một kiểu tàu hộ tống chống tàu ngầm để hộ tống các đoàn tàu vận tải vượt đại dương. Chúng có chiều dài chung 306 foot (93,3 m), mạn tàu rộng 36 foot 10 inch (11,2 m) và mớn nước 13 foot 4 inch (4,1 m), trọng lượng choán nước tiêu chuẩn 1.350 tấn Anh (1.372 t), và lên đến 1.745 tấn Anh (1.773 t) khi đầy tải, với một thủy thủ đoàn bao gồm 14 sĩ quan và 201 thủy thủ. Con tàu được vận hành bởi hai turbine hơi nước hộp số Westinghouse; hơi nước được cung cấp bởi hai nồi hơi "D" Express, tạo ra công suất 12.000 mã lực càng (8.900 kW) và cho phép đạt được tốc độ tối đa 24 hải lý trên giờ (44 km/h; 28 mph). Nó có tầm hoạt động 6.000 hải lý (11.000 km; 6.900 mi) ở tốc độ đường trường 12 hải lý trên giờ (22 km/h; 14 mph).
Dàn vũ khí chính bao gồm hai tháp pháo 5-inch/38 caliber đa dụng nòng đơn, được dẫn đường bởi hệ thống điều khiển hỏa lực Mark 51; vũ khí phòng không gồm hai khẩu đội Bofors 40 mm L/60 nòng đôi và mười khẩu Oerlikon 20 mm nòng đơn cũng được dẫn đường bởi hệ thống Mark 51. Ngoài ba ống phóng ngư lôi 21 inch (533 mm), vũ khí chống ngầm bao gồm hai đường ray thả mìn sâu, tám máy phóng mìn sâu K-gun cùng một dàn súng cối chống ngầm Hedgehog. Con tàu được trang bị sonar kiểu QC, radar dò tìm mặt biển SL và radar dò tìm không trung SA.
Rolf được đặt lườn tại xưởng tàu của hãng Consolidated Steel Corporation ở Orange, Texas vào ngày 20 tháng 3, 1944. Nó được hạ thủy vào ngày 23 tháng 5, 1944, được đỡ đầu bởi bà Martha M. Rolf, mẹ của Trung úy Rolf, và được cho nhập biên chế cùng Hải quân Hoa Kỳ vào ngày 7 tháng 9, 1944 dưới quyền chỉ huy của Hạm trưởng, Thiếu tá Hải quân Lester Earle Hubbell.

## Lịch sử hoạt động
Sau khi hoàn tất việc chạy thử máy huấn luyện tại khu vực Bermuda, Rolf chuẩn bị để được điều động sang khu vực Mặt trận Thái Bình Dương. Nó rời Norfolk, Virginia vào ngày 30 tháng 11, 1944 để băng qua kênh đào Panama và đi đến San Diego, California vào ngày 5 tháng 12. Con tàu tiếp tục đi sang khu vực Tây Nam Thái Bình Dương, và xuất phát từ Hollandia, New Guinea để hộ tống một đoàn tàu vận tải hướng sang quần đảo Philippines. Sau khi đi đến vịnh Leyte, nó được điều động sang dưới quyền Tư lệnh Tiền phương biển Philippine, và từ tháng 5 đến tháng 8, 1945 đã hoạt động trong thành phần một đội đặc nhiệm tìm-diệt tàu ngầm tại vùng biển ngoài khơi vịnh Subic ở bờ biển phía Đông đảo Luzon. Vào giai đoạn cuối cùng của cuộc chiến tranh, nó tham gia vào việc truy tìm các tàu ngầm bỏ túi Nhật Bản được cho là đang hoạt động về phía Tây Bắc vịnh Casiguran, Luzon.
Sau khi Nhật Bản chấp nhận đầu hàng vào ngày 15 tháng 8, giúp chấm dứt vĩnh viễn cuộc xung đột, Rolf cùng với một đội đặc nhiệm khởi hành, đi ngang qua Okinawa để đến Jinsen, Triều Tiên và làm nhiệm vụ chiếm đóng. Con tàu chuyển sang hoạt động tại vùng biển Trung Quốc trước khi lên đường quay trở về Hoa Kỳ. Nó được cho xuất biên chế vào ngày 3 tháng 6, 1946 và được đưa về Hạm đội Dự bị Thái Bình Dương, neo đậu tại San Diego, California. Tên nó được cho rút khỏi danh sách Đăng bạ Hải quân vào ngày 1 tháng 12, 1972, và con tàu bị bán để tháo dỡ vào ngày 11 tháng 9, 1973.

## Phần thưởng
Nguồn: Navsource Naval History
|  |  |  |
|  |  |  |

| Huân chương Phục vụ Trung Hoa                 | Huân chương Phục vụ Trung Hoa        | Huân chương Chiến dịch Hoa Kỳ        | Huân chương Chiến dịch Hoa Kỳ                  |
| Huân chương Chiến dịch Châu Á-Thái Bình Dương | Huân chương Chiến thắng Thế Chiến II | Huân chương Chiến thắng Thế Chiến II | Huân chương Giải phóng Philippine (Philippine) |